# AA Espinho (szachy)
AA Espinho, pełna nazwa Associação Académica de Espinho – portugalski klub szachowy z siedzibą w Espinho.

## Historia
Szachowa sekcja AA Espinho została założona w 1953 roku przez szachowego mistrza Portugalii, Leonela Piasa. W połowie lat 70. nastąpił wzrost liczby członków klubu. W sezonie 1977/1978 klub zdobył wicemistrzostwo kraju, kończąc rozgrywki za CF Os Belenenses.
W 2024 roku zawodnik klubu, José Azevedo, został mistrzem Portugalii w szachach korespondencyjnych.